# قيادة مجال السيبرانية والمعلومات
 تعد قيادة مجال السيبرانية والمعلومات (بالألمانية: Kommando Cyber- und Informationsraum) أصغر فرع للجيش الألماني. تم تقديم قرار تشكيل فرع عسكري جديد من قبل وزيرة الدفاع أورسولا فون دير لين في 26 أبريل 2016، وبدأ العمل في 1 أبريل 2017. بون هو المقر الرئيسي لهذه القيادة.

## التاريخ
في نوفمبر 2015، قامت وزارة الدفاع الألمانية بتفعيل مجموعة من الموظفين داخل الوزارة مكلفين بوضع خطط لإعادة تنظيم وحدات تكنولوجيا المعلومات والمخابرات العسكرية والمعلومات الجغرافية ووحدات الاتصال العملية في الجيش الألماني.
في 26 أبريل 2016، قدم وزير الدفاع أورسولا فون دير لين الخطط الخاصة بالفرع العسكري الجديد للجمهور، وفي 5 أكتوبر 2016، أصبح طاقم القيادة يعمل كإدارة داخل وزارة الدفاع. في 1 أبريل 2017، تم تنشيط خدمة مجال الإنترنت والمعلومات باعتباره الفرع السادس في البوندسوير. سيتولى مقر دائرة خدمات الإنترنت وقيادة جميع وحدات سايبر وتكنولوجيا المعلومات والمخابرات العسكرية والمعلومات الجغرافية ووحدات الاتصالات العاملة. من المقرر أن يتم تشغيل القيادة بالكامل بحلول عام 2021.